# VIXX
VIXX (tiếng Hàn Quốc: 빅스, phát âm là "Vicks") là một nhóm nhạc nam Hàn Quốc gồm 5 thành viên được thành lập và quản lý bởi công ty Jellyfish Entertainment vào năm 2012. Đây là nhóm nhạc đầu tiên của Jellyfish Entertainment. Tất cả các thành viên điều tham gia chương trình thực tế có tên là MyDOL của đài Mnet và đã được lựa chọn thông qua một hệ thống loại bỏ bằng các phiếu bầu người xem. Tên nhóm, VIXX cũng đã được lựa chọn bởi số phiếu của người xem. Sau khi Hongbin rời nhóm, hiện tại VIXX gồm 4 thành viên là N, Leo, Ken và Hyuk. Nhóm chính thức ra mắt vào ngày 24 tháng 5 năm 2012 với đĩa đơn "Super Hero". VIXX được biết đến như "ông hoàng concept" của K-pop. Tên fanclub chính thức của nhóm là Starlight (tiếng Hàn Quốc: 별빛, thường được viết cách điệu thành ST★RLIGHT). Cựu ca sĩ Hongbin và rapper Ravi lần lượt rời nhóm và công ty vào tháng 8 năm 2020 và tháng 4 năm 2023. Nhóm chủ yếu được biết đến như một "nhóm biểu diễn hoặc khái niệm" có âm nhạc, lời bài hát, vũ đạo và các màn trình diễn tổng thể trên sân khấu được tạo ra cùng nhau để kể một câu chuyện hoặc khái niệm.

## Ý nghĩa tên gọi
VIXX là từ viết tắt của “ Voice, Visual, Value in Excelsis”.
Trong đó: "Voice" là âm thanh, "Visual" là diện mạo, "Value" là giá trị và “Excelsis” được dịch từ tiếng La tinh là “tốt nhất”. Thế nên, tên của VIXX có thể hiểu là những chàng trai với giọng hát, nhan sắc và tài năng bậc nhất.

## Lịch sử hoạt động

### 2012 - 2013: MyDOL, ra mắt,HydevàVoodoo

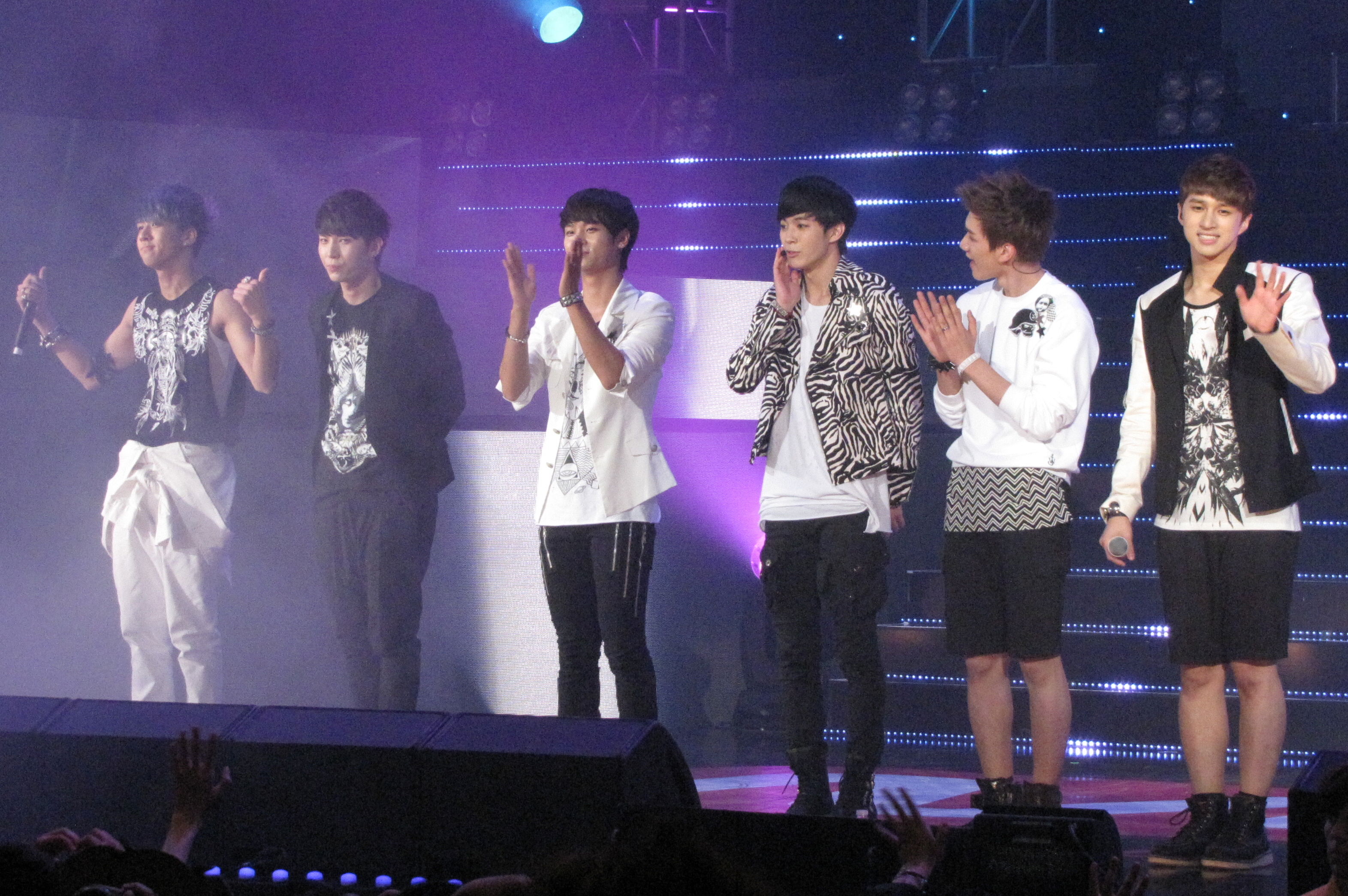
VIXX tại KCON 2012

Trước khi ra mắt chính thức, các thành viên của VIXX là 6 trong 10 thí sinh của chương trình tuyển chọn thực tế do Mnet tổ chức, MyDOL. Họ cũng đã nhiều lần xuất hiện với vai trò khách mời trong các video âm nhạc của các nghệ sĩ cùng công ty.
VIXX ra mắt với đĩa đơn đầu tiên của họ, "Super Hero" [5] vào ngày 24 tháng năm 2012 [2] trên M!Countdown. Họ lần đầu trình diễn ở nước ngoài tại Baltimore, Maryland vào ngày 27 tháng 7. Ngày 14 tháng 8, VIXX phát hành đĩa đơn thứ hai của họ với bài hát "Rock Ur Body", thành viên Sistar - Dasom xuất hiện trong video âm nhạc trong vai trò khách mời.
Ngày 12 tháng 9, VIXX trình diễn tại buổi hòa nhạc trực tiếp đầu tiên của Jellyfish Entertainment, Jellyfish Live tại Zepp Diver City Tokyo (Nhật Bản). Nhóm cũng tham dự KCON 2012 vào ngày 13. VIXX tham gia dự án mùa đông của Jellyfish Ent. Jelly Christmas 2012 Heart Project cùng các nghệ sĩ cùng công ty Lee Seok Hoon, Park Hyo Shin, Seo in Guk và Sung Si Kyung. Ca khúc chủ đề "Because It's Christmas" được phát hành kỹ thuật số vào ngày 5 tháng 12 năm 2012.
Vào ngày 06 tháng 1 năm 2013, VIXX phát hành trước đĩa đơn "Don't Want to Be an Idol" trong album On and On. Ca khúc chủ đề "On and On" được phát hành sau đó vào ngày 17 tháng 1 cùng với album. Mini-album đầu tiên của họ Hyde, với bài hát chủ đề cùng tên với album "Hyde", được phát hành vào ngày 20 tháng 3. Repackaged album Jekyll đã được phát hành sau đó cùng với ca khúc chủ đề "G.R.8.U" vào ngày 31 tháng 7. Trong tháng 10 và tháng 11, VIXX đã tổ chức chuyến lưu diễn toàn cầu đầu tiên của họ, The Milky Way Global Showcase tổ chức tại Hàn Quốc, Nhật Bản, Ý, Thụy Điển, Malaysia và Mỹ.
Vào ngày 08 tháng 11 năm 2013, VIXX phát hành trước một đĩa đơn từ album sắp tới của họ Voodoo, cũng như video âm nhạc cho bài hát "Only U". Ngày 20 tháng 11, ca khúc chủ đề "Voodoo Doll" đã được phát hành, album được phát hành sau một thời gian ngắn vào ngày 25. Ngày 6 tháng 12, VIXX đã giành được vị trí cao nhất trong tuần trên chương trình âm nhạc Music Bank với ca khúc "Voodoo Doll", đây đã trở thành chiến thắng đầu tiên của họ trên 1 chương trình âm nhạc kể từ khi ra mắt. Ngày 10 tháng 12, VIXX cùng với các nghệ sĩ cùng công ty đã phát hành bài hát Giáng sinh hàng năm "Winter Confession" (Jelly Christmas 2013). Bài hát đã đứng đầu bảng xếp hạng Instiz trong 2 tuần liên tiếp, bảng xếp hạng Billboard K-Pop Hot 100  và cả ở bảng xếp hạng Gaon.

### 2014–2015:Darkest Angels, Error, Boys' Record, VIXX LR vàChained Up
Vào ngày 05 tháng 3 năm 2014, Jellyfish Entertainment đã thông báo rằng VIXX sẽ trở lại vào giữa tháng 4 hoặc đầu tháng 5. Ngày 18 tháng 5, tiêu đề của album thứ tư VIXX "Eternity", đã được tiết lộ thông qua fancafe chính thức của nhóm, cũng là nơi teaser video âm nhạc được phát hành vào ngày 22 tháng 5. Ngày 27 tháng 5, video âm nhạc của "Eternity" được phát hành cùng với album của nhóm.

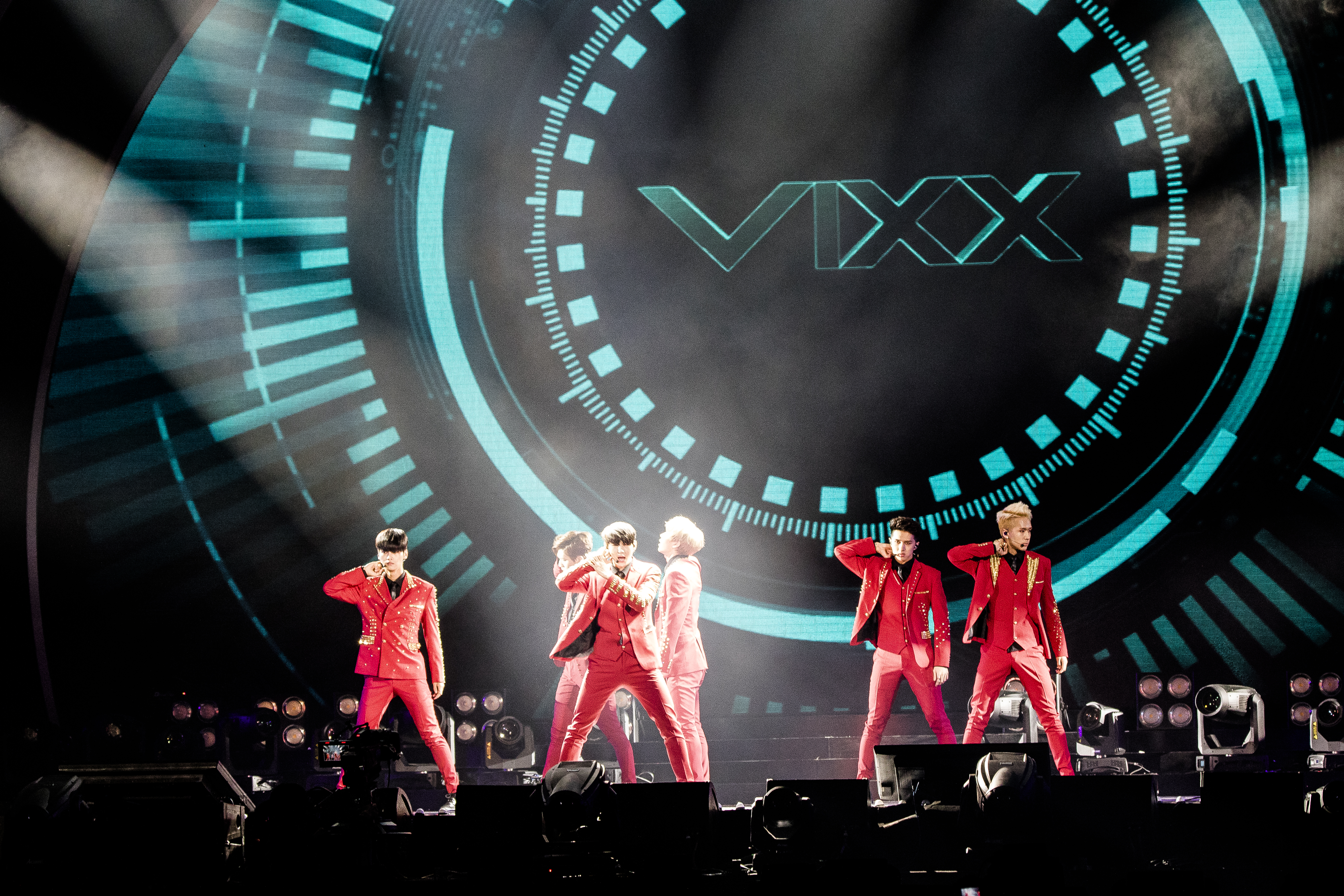
VIXX tại KKBOX Music Awards ngày 8 tháng 2 năm 2015

Ngày 19 tháng 5, Jellyfish Ent. tiết lộ rằng VIXX sẽ chính thức ra mắt tại Nhật Bản với một album tổng hợp, Darkest Angels vào ngày 2 tháng 7. Vào ngày 20 tháng 6, VIXX đã thông báo rằng họ sẽ tham dự KCON từ ngày 9 đến ngày 10 tháng 8, đây là năm thứ hai họ tham dự KCON kể từ lần đầu tiên vào năm 2012.
Từ tháng 7 đến tháng 9, VIXX tổ chức chuyến lưu diễn VIXX Live Fantasia đầu tiên của họ, HEX SIGN tại Nhật Bản và một số nước ở châu Âu. Vào ngày 25 tháng 9, Jellyfish Entertainment xác nhận rằng VIXX sẽ trở lại vào ngày 14 tháng 10. Ngày 4 tháng 10, bài hát chủ đề và danh sách ca khúc thuộc mini-album thứ hai của VIXX đã được tiết lộ thông qua trang web chính thức của họ. Ngày 10 tháng 10, VIXX đã phát hành teaser của video âm nhạc "Error", video âm nhạc được phát hành cùng với mini-album Error vào ngày 14 tháng 10. Ngày 10 tháng 12, VIXX đã phát hành phiên bản tiếng Nhật của "Error" và "Youth Hurts".
Vào ngày 8 tháng 2 năm 2015, VIXX đã được mời tham dự KKBOX Music Awards tổ chức tại Nhà thi đấu Đài Bắc, Đài Loan. VIXX trở thành nghệ sĩ Hàn Quốc đầu tiên được mời tham gia sự kiện này. Ngày 20 tháng 2, teaser của video âm nhạc "Love Equation" được phát hành. Ngày 24 tháng 2, Boys' Record được phát hành cùng với video âm nhạc "Love Equation". Sau khi được phát hành, bài hát đã giành chiến thắng tại tất cả các chương trình âm nhạc. Nhóm đã giành được Triple Crown đầu tiên tại The Show. Từ tháng 3 đến tháng 5, VIXX tổ chức chuyến lưu diễn VIXX Live Fantasia thứ hai của họ, UTOPIA tại một số quốc gia bao gồm Hàn Quốc, Nhật Bản, Philippines và Singapore. Ngày 18 tháng 3 năm 2015, VIXX lần đầu tiên chính thức bước vào thị trường âm nhạc Trung Quốc và Đài Loan cùng với bản phát hành của "命中注定 (Destiny Love)", được làm lại từ "Destiny Love" của ca sĩ Harlem Yu. Bài hát được phát hành thông qua Avex Taiwan. Ngày 7 tháng 7, VIXX đã thâm nhập thị trường âm nhạc Trung Quốc và Đài Loan một lần nữa cùng với phiên bản tiếng Trung của "Error" ở Trung Quốc thông qua QQ và ở Đài Loan thông qua KKBOX.
Tháng 8 năm 2015, VIXX LR được xác nhận là nhóm nhỏ chính thức đầu tiên của VIXX, bao gồm Ravi và Leo. Ngày 29 tháng 8, VIXX xuất hiện trên bảng xếp hạng Billboard Social 50 ở vị trí thứ 16 và sau đó leo lên vị trí thứ 14.
Ngày 9 tháng 9 năm 2015, VIXX phát hành đĩa đơn tiếng Nhật thứ hai "Can't Say". Vào cuối tháng 10, Jellyfish Ent thông báo rằng VIXX sẽ trở lại vào ngày 10 tháng 11 cùng với album phòng thu thứ hai của họ. Ngày 10 tháng 11, album phòng thu thứ hai của VIXX Chained Up được phát hành cùng với video âm nhạc "Chained Up". Ngày 30 tháng 11, Jellyfish Ent. và CJ Victor Entertainment tiết lộ rằng VIXX sẽ phát hành album phòng thu tiếng Nhật đầu tiên của họ, Depend on Me vào ngày 27 tháng 1 năm 2016. Ngày 15 tháng 12, VIXX cùng với các nghệ sĩ thuộc Jellyfish Ent. phát hành đĩa đơn Jelly Christmas 2015 – 4랑, thực hiện cùng với ca khúc "Love in the Air" (tiếng Hàn: 사랑난로).

### 2016:Depend on Me,Conception:Zelos,HadesandKratos
Ngày 7 tháng 1 năm 2016, Jellyfish Ent. và CJ Victor Ent. đã tiết lộ những bức ảnh áo khoác được sử dụng cho cả ba phiên bản album phòng thu tiếng Nhật đầu tiên của VIXX Depend on Me, và phát hành teaser của video âm nhạc. Ngày 18 tháng 1, VIXX đã phát hành bản thu âm nhạc phim đầu tiên của họ cho bộ phim Moorim School: Saga of the Brave với ca khúc "Alive", bài hát chủ đề của bộ phim, được phát hành trong Moorim School: Saga of the Brave OST Part. 1. Khán giả của bộ phim đã phản ứng tích cực với bài hát chủ đề mới mẻ sắc sảo. Cùng ngày, phiên bản ngắn của album tiếng Nhật đầu tiên của VIXX Depend on Me, video âm nhạc của đĩa đơn đầu tiên trong album được phát hành tại Nhật Bản. Ngày 27 tháng 1, album phòng thu tiếng Nhật đầu tiên của VIXX, Depend on Me, được phát hành với đĩa đơn "Depend on Me" và các đĩa đơn tiếng Nhật "Error" và "Can't Say" đã phát hành trước đó. Cùng ngày phát hành, Depend on Me đứng ở vị trí thứ 4 trên bảng xếp hạng hàng ngày của Oricon. Để quảng bá cho album mới, VIXX đã tổ chức các sự kiện "Mini Live & High Touch" tại Sapporo, Kobe, Tokyo, Osaka và Fukuoka từ ngày 13 tháng 1 đến ngày 31 tháng 1.

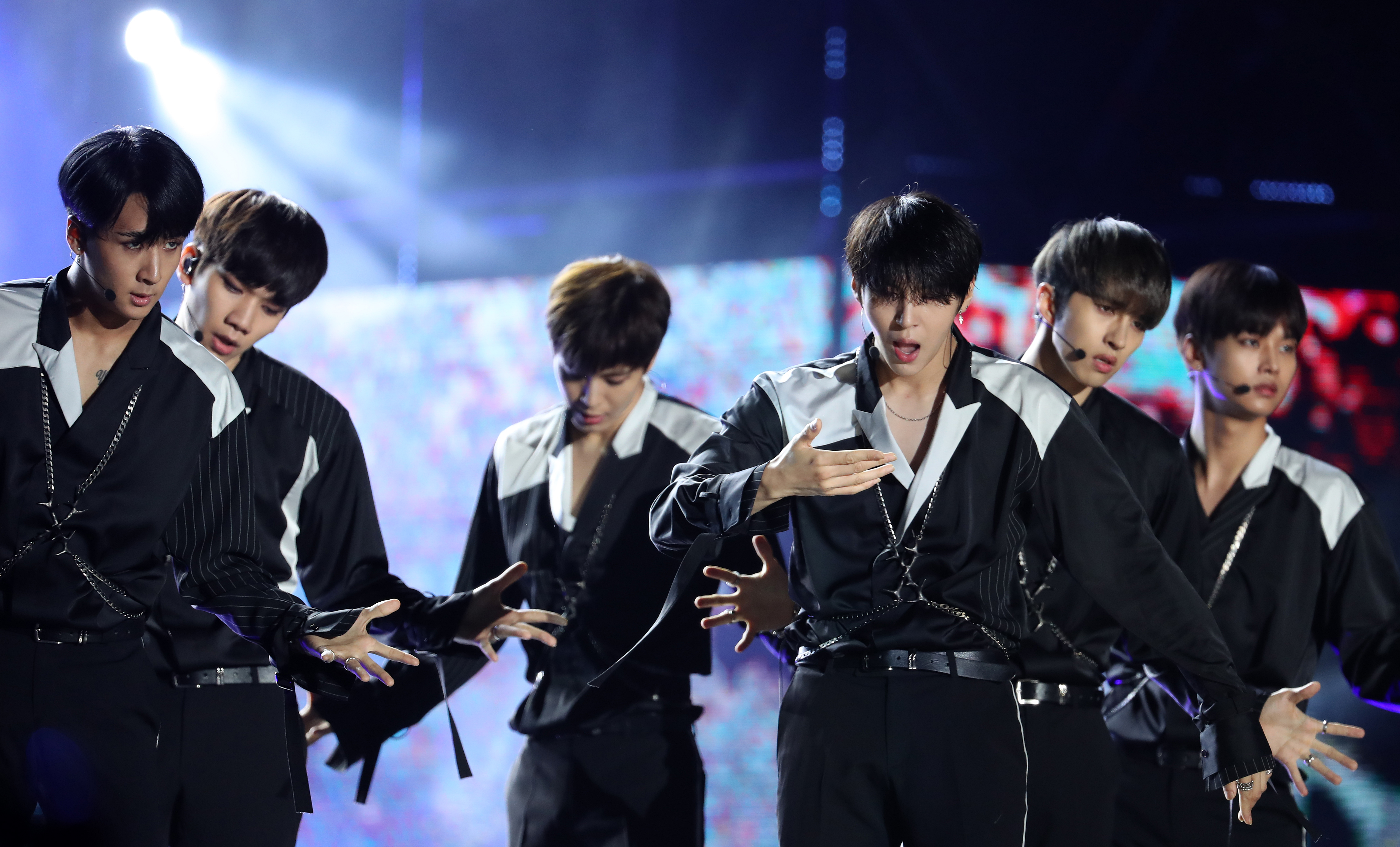
VIXX tại Korea Sale Festa tháng 9 năm 2016

Vào ngày 29 tháng 3, Jellyfish Entertainment đã phát hành Conception Art Film, được cho là báo hiệu sự bắt đầu của dự án một năm VIXX 2016 Conception, qua đó nhóm sẽ thể hiện âm nhạc và hình ảnh đậm chất riêng đồng thời sẽ lấy chủ đề xoay quanh các vị thần xuất hiện trong thần thoại Hy Lạp.
Ngày 14 tháng 4 năm 2016, nhóm đã tiết lộ về Zelos Concept Film, cùng với việc phát hành danh sách ca khúc và phần liên khúc nổi bật. Ngày 19 tháng 4, nhóm đã phát hành đĩa đơn thứ năm, Zelos, cùng với ca khúc chủ đề "Dynamite" (Hangul: 다이너마이트). Video âm nhạc của "Dynamite" được phát hành vào ngày hôm sau. Trong tháng 4 và tháng 5, VIXX đã giành được vị trí thứ nhất năm lần trên các chương trình âm nhạc và nhận được Triple Crown thứ hai trên The Show. Zelos đứng ở vị trí số 1 trên bảng xếp hạng Gaon khi bán được 89,910 bản trong tháng 4, với ca khúc chủ đề "Dynamite" đứng ở vị trí thứ 14 trên Gaon Digital Chart và vị trí thứ 4 trên Billboard World Digital Songs.
Ngày 29 tháng 6, VIXX phát hành đĩa đơn tiếng Nhật thứ ba "Hana-Kaze" (花風). Đĩa đơn đứng ở vị trí thứ 3 trên Oricon Albums Chart và bán được 32,411 bản.
Ngày 12 tháng 8 năm 2016, VIXX đã phát hành đĩa đơn thứ sáu và phần thứ hai của VIXX 2016 Conception, Hades, cùng với ca khúc chủ đề "Fantasy". Video âm nhạc của "Fantasy" được phát hành sau 2 ngày vào ngày 14 tháng 8. "Fantasy" có chủ đề u ám hơn, nhấn mạnh khái niệm về Hades, vị thần Hy Lạp của Underworld, không giống như bản phát hành đầu tiên vào năm 2016 được lên ý tưởng xoay quanh Zelos, đại diện của lòng nhiệt thành và sự ghen tị. Vào tháng 8 và tháng 9, VIXX đã ba lần giành được vị trí thứ nhất trên các chương trình âm nhạc với "Fantasy". Hades đứng ở vị trí thứ nhất trên bảng xếp hạng Gaon, với ca khúc chủ đề "Fantasy" đứng ở vị trí thứ 22 trên Gaon Digital Chart và vị trí thứ 5 trên Billboard World Digital Songs. Hades đã bán được 97,222 bản trong tháng 8.
Ngày 31 tháng 10, VIXX đã phát hành mini-album thứ ba và phần cuối cùng của VIXX 2016 Conception, Kratos, cùng với ca khúc chủ đề "The Closer". Kratos được lấy ý tưởng từ thần Kratos, hiện thân của sức mạnh và quyền lực dưới mọi hình thức. Kratos đứng ở vị trí thứ 2 trên bảng xếp hạng Gaon, vị trí thứ 5 trên bảng xếp hạng FIVE-MUSIC Korea-Japan của Đài Loan và bảng xếp hạng Billboard World, với ca khúc chủ đề "The Closer" đứng ở vị trí thứ 8 trên Gaon Digital Chart và vị trí thứ 14 trên Billboard World Digital Songs. Kratos đã bán được 57,456 bản trong tháng 10.
Ngày 21 tháng 11, VIXX đã phát hành một album tổng hợp đặc biệt để kết thúc và kỷ niệm dự án VIXX 2016 Conception mang tên VIXX 2016 Conception Ker, cùng với một video âm nhạc và một bài hát mới tên "Milky Way". VIXX 2016 Conception Ker đứng ở vị trí thứ 2 trên bảng xếp hạng Gaon và bán được 18,082 bản trong tháng 11.
VIXX đã tham gia vào dự án mùa đông của Jellyfish Entertainment, Jelly Christmas 2016, cùng các nghệ sĩ cùng công ty là Seo In-guk, Gugudan, Park Yoon-ha, Park Jung-ah, Kim Gyu-sun, Kim Ye-won và Jiyul. Ca khúc chủ đề "Falling" (tiếng Hàn: 니가 내려와) được phát hành kỹ thuật số vào ngày 13 tháng 12 năm 2016.

### 2017–nay:Shangri-La,Eau de VIXX, Reincarnation, Walking
Ngày 15 tháng 5 năm 2017, VIXX phát hành mini-album thứ tư Shangri-La. Đây là một phần của lễ hội gồm ba sự kiện tên VIXX V FESTIVAL kỷ niệm 5 năm ra mắt của VIXX, bắt đầu từ ngày 12 tháng 5 với buổi hòa nhạc VIXX Live Fantasia Daydream và kết thúc bằng buổi triển lãm VIXX 0524. Shangri-La đứng ở vị trí thứ 2 trên bảng xếp hạng Gaon, vị trí thứ 3 trên bảng xếp hạng FIVE-MUSIC Korea-Japan của Đài Loan và vị trí thứ 4 trên bảng xếp hạng album thế giới của Billboard, với ca khúc chủ đề "Shangri-La" đứng ở vị trí thứ 13 trên Gaon Digital Chart và vị trí thứ 6 trên Billboard World Digital Songs. Shangri-La đã bán được 73,116 bản trong tháng 5. VIXX cũng tham gia KCON 2017 cùng các nghệ sĩ khác tại Los Angeles vào giữa tháng 8 nhằm giới thiệu các tựa đề trong album của họ.
Ngày 27 tháng 9 năm 2017, VIXX phát hành đĩa mở rộng tiếng Nhật đầu tiên Lalala ~ Thank you for your love ~ (ラララ ～愛をありがとう～). Khi phát hành, album đã đứng ở vị trí số một trên bảng xếp hạng Oricon Daily CD Album.
Trong chương trình âm nhạc cuối năm 2017 MBC Gayo Daejun, nhóm đã thu hút được sự chú ý lớn của công chúng với màn trình diễn đặc biệt "Wind of Starlight" và "Shangri-La Remix" bằng cách duy trì video clip thịnh hành nhất hơn 24 giờ trên TV Cast's 'Celebrity HOT Ranking' chart và clip biểu diễn của họ có hơn 3 triệu lượt xem. Do nhu cầu phổ biến, họ đã trình diễn lại bản remix trong Show! Music Core phát sóng vào tháng 1 năm 2018.
Vào ngày 17 tháng 4 năm 2018, VIXX đã phát hành album phòng thu thứ ba Eau de VIXX, bao gồm "Scentist" (Hangul: 향), đĩa đơn đầu tiên lấy cảm hứng từ mùi hương. Album đứng ở vị trí số 1 trên Gaon Weekly Album Chart và vị trí thứ 3 trên Billboard's US World album.
Ngày 26 tháng 9 năm 2018, VIXX đã phát hành album phòng thu tiếng Nhật thứ ba, Reincarnation, với tổng cộng 10 bài hát. Album bao gồm các bài hát của Eau de VIXX nhưng cũng bao gồm các bài hát mới khai thác sự nghệ thuật của VIXX bằng cách thể hiện một khái niệm khác về mùi hương thông qua bài hát chủ đề Reincarnation, như một sự hiện thân của một bông hoa được định sẵn để nở.
Vào ngày 1 tháng 2 năm 2019, VIXX phát hành đĩa đơn Walking mà họ từng hát trong fan meeting thứ 5 V TOY STORY ngày 27 tháng 1. Họ muốn cảm ơn người hâm mộ và cổ vũ tinh thần trước ngày nhập ngũ sắp tới của hai thành viên.
Vào ngày 24 tháng 5 năm 2019, Leo, Ken, Hongbin và Hyuk quyết định gia hạn hợp đồng, nhưng Ravi đã quyết định chia tay Jellyfish Entertainment để thành lập label của riêng mình, GROOVL1N. Tuy nhiên, Ravi vẫn tiếp tục là một phần của VIXX. Đối với N hiện đang phục vụ trong quân đội, công ty có kế hoạch thảo luận về khả năng gia hạn hợp đồng sau khi anh ấy giải ngũ.
Ngày 7 tháng 8 năm 2020, Jellyfish Entertainment thông báo rằng Hongbin không còn là một phần của VIXX theo nguyện vọng của anh và nhóm sẽ tiếp tục hoạt động với đội hình năm thành viên.
Vào ngày 31 tháng 10 năm 2020, có thông báo rằng N đã chọn không gia hạn hợp đồng với Jellyfish Entertainment, nhưng anh sẽ tiếp tục là một phần của VIXX. N chính thức ký hợp đồng với 51k vào ngày 4 tháng 11.
Vào ngày 1 tháng 6 năm 2022, Hyuk thông báo rằng anh ấy sẽ rời Jellyfish Entertainment, nhưng anh sẽ tiếp tục là một phần của VIXX.
Ravi bắt đầu thực hiện nghĩa vụ quân sự bắt buộc vào ngày 27 tháng 10 năm 2022 với tư cách là một nhân viên xã hội sau khi hoàn thành khóa đào tạo cơ bản. Vào ngày 12 tháng 1 năm 2023, Ravi được cho là đang bị điều tra vì nghi ngờ vi phạm luật quân sự bằng cách sử dụng chương trình miễn trừ nghĩa vụ quân sự bất hợp pháp.
Vào tháng 12 năm 2022, VIXX đã đăng trực tuyến bản cover kỹ thuật số của "Gonna Be Alright" trên tài khoản SNS chính thức của nhóm, đĩa đơn đã được phát hành vào ngày 3 tháng 1 năm 2023.
Vào ngày 11 tháng 4 năm 2023, Jellyfish Entertainment thông báo rằng Ravi đã rời khỏi VIXX sau khi anh vi phạm luật quân sự bằng cách sử dụng chương trình miễn trừ nghĩa vụ quân sự bất hợp pháp.

## Phong cách âm nhạc
VIXX là một nhóm nhạc nam với phong cách âm nhạc đa dạng, mỗi đợt comeback nhóm đều giới thiệu một concept hay chủ đề hoàn toàn mới. Phong cách âm nhạc của VIXX được đánh giá là không hề "trộn lẫn" với bất kì nhóm nhạc nào, cá tính âm nhạc của họ thực sự rất riêng biệt và chất. Thông qua các sản phẩm âm nhạc khác nhau, VIXX đã thể hiện những chủ đề rất đặc biệt và cũng rất gần gũi như hy vọng; ước mơ; tình yêu điên cuồng mà không màng đến đau khổ như trong các bài hát "On and On", "Voodoo Doll" và "Chained Up"; nỗi đau khi phải chia tay với người mình yêu như trong các bài hát "Love Equation", "Don't Want to Be An Idol"; sự sụp đổ trong tình yêu qua bài hát "Error" và miêu tả tình yêu vĩnh cửu trong "Eternity". VIXX có thể mang đến với khán giả những bài hát về tình yêu mang màu sắc u tối, đượm buồn và cũng có thể mang đến những bài hát với chủ đề điên rồ gây ám ảnh như "Hyde" và "G.R.8.U". Các sản phẩm của họ tập trung khai thác chiều sâu của cảm xúc con người.
Họ không chỉ tập trung thể hiện sự u sầu, buồn bã và bí ẩn với những hình ảnh như ma cà rồng, búp bê voodoo, cyborgs, mà VIXX còn thử sức với phong cách tươi sáng, năng động. Trong hai ca khúc đầu tiên của nhóm "Super Hero" và "Rock Your Body", các chàng trai xuất hiện với sự trẻ trung, sáng sủa và năng động. Trong album Eau de VIXX được phát hành gần đây nhất, VIXX gây ấn tượng với hình ảnh quyến rũ, sang trọng, thanh lịch trong ca khúc chủ đề "Scentist" và tạo hình cổ trang ma mị, mê hoặc trong video âm nhạc "Shangri-La".
Nhờ sự hấp dẫn trong các video âm nhạc và những màn trình diễn đầy ấn tượng trên sân khấu, VIXX đã thu hút được nhiều sự chú ý của công chúng. Từ khi phát hành album "On and On" vào năm 2013 với concept ma cà rồng, VIXX đã để lại ấn tượng mạnh mẽ với người hâm mộ. Sự kết hợp giữa vũ đạo đẹp mắt, âm nhạc chất lượng cùng những câu chuyện khác lạ làm cho sản phẩm âm nhạc của nhóm trở nên độc đáo hơn hẳn. Các thành viên trong nhóm đều đóng góp trong việc sản xuất âm nhạc, lên ý tưởng và concept, Ravi, Leo, Hyuk và gần đây nhất là N và Ken đóng vai trò tích cực trong việc sáng tác và viết lời cho các bài hát của nhóm.

## Thành viên
| Nghệ danh           | Nghệ danh | Tên thật        | Tên thật | Tên thật | Tên thật        | Ngày sinh         | Nơi sinh                           | Vị trí                                     |
| Latinh              | Hangul    | Latinh          | Hangul   | Hanja    | Hán - Việt      | Ngày sinh         | Nơi sinh                           | Vị trí                                     |
| Thành viên hiện tại |           |                 |          |          |                 |                   |                                    |                                            |
| N                   | 엔        | Cha Hak-yeon    | 차학연   | 車學沇   | Xa Học Duyễn    | 30 tháng 6, 1990  | Changwon, Gyeongsang Nam, Hàn Quốc | Leader, Main Dancer, Lead Vocalist, Center |
| Leo                 | 레오      | Jung Taek-w oon | 정택운   | 鄭澤運   | Trịnh Trạch Vận | 10 tháng 11, 1990 | Seoul, Hàn Quốc                    | Main Vocalist                              |
| Ken                 | 켄        | Lee Jae-hwan    | 이재환   | 李在煥   | Lý Tại Hoán     | 6 tháng 4, 1992   | Seoul, Hàn Quốc                    | Main Vocalist                              |
| Hyuk                | 혁        | Han Sang-hyeok  | 한상혁   | 韓相爀   | Hàn Tương Hách  | 5 tháng 7, 1995   | Daejeon, Hàn Quốc                  | Lead Dancer, Sub Vocalist, Maknae          |
| Cựu thành viên      |           |                 |          |          |                 |                   |                                    |                                            |
| Ravi                | 라비      | Kim Won-sik     | 김원식   | 金元植   | Kim Nguyên Thực | 15 tháng 2, 1993  | Seoul, Hàn Quốc                    | Main Rapper, Lead Dancer                   |
| Hongbin             | 홍빈      | Lee Hong-bin    | 이홍빈   | 李弘彬   | Lý Hoằng Bân    | 29 tháng 9, 1993  | Seoul, Hàn Quốc                    | Sub Rapper, Sub Vocalist, Visual           |

### Nhóm nhỏ:VIXX LR- Leo vàRavi
VIXX LR là nhóm nhỏ chính thức đầu tiên của VIXX được thành lập bởi Jellyfish Entertainment vào tháng 8 năm 2015.

## Danh sách đĩa phát

### Album phòng thu
| Tựa đề                                                                                  | Thông tin | Thứ hạng cao nhất | Thứ hạng cao nhất | Thứ hạng cao nhất | Thứ hạng cao nhất | Thứ hạng cao nhất | Thứ hạng cao nhất | Doanh số                 |
| Tựa đề                                                                                  | Thông tin | HQ                | NB                | NB                | ĐL                | Mỹ                | Mỹ                | Doanh số                 |
| Tựa đề                                                                                  | Thông tin | HQ                | ORC               | Hot 100           | ĐL                | Heat              | World             | Doanh số                 |
| Tiếng Hàn                                                                               | Tiếng Hàn | Tiếng Hàn         | Tiếng Hàn         | Tiếng Hàn         | Tiếng Hàn         | Tiếng Hàn         | Tiếng Hàn         | Tiếng Hàn                |
| --------------------------------------------------------------------------------------- | --- | ----------------- | ----------------- | ----------------- | ----------------- | ----------------- | ----------------- | ------------------------ |
| Voodoo                                                                                  | - Phát hành: 25 tháng 11 năm 2013 - Hãng đĩa: Jellyfish Entertainment, CJ E&M - Định dạng: CD, tải kĩ thuật số                         | 1                 | —                 | —                 | 4                 | —                 | —                 | - HQ: 102,406            |
| Chained Up                                                                              | - Phát hành: 10 tháng 11 năm 2015 - Hãng đĩa: Jellyfish Entertainment, CJ E&M - Định dạng: CD, tải kĩ thuật số                         | 1                 | —                 | —                 | 1                 | —                 | 3                 | - HQ: 120,158            |
| Eau de VIXX                                                                             | - Phát hành: 17 tháng 4 năm 2018 - Hãng đĩa: Jellyfish Entertainment, CJ E&M - Định dạng: CD, tải kĩ thuật số, SMC                     | 1                 | 36                | —                 | 4                 | 25                | 3                 | - HQ: 79,626 - NB: 1,364 |
| Tiếng Nhật                                                                              | |                   |                   |                   |                   |                   |                   |                          |
| Depend on Me                                                                            | - Phát hành: 27 tháng 1 năm 2016 - Hãng đĩa: Jellyfish Entertainment, CJ Victor Entertainment - Định dạng: CD, CD+DVD, tải kĩ thuật số | —                 | 4                 | —                 | —                 | —                 | —                 | - NB: 17,490             |
| Reincarnation                                                                           | - Phát hành: 26 tháng 9 năm 2018 - Hãng đĩa: Jellyfish Entertainment, CJ Victor Entertainment - Định dạng: CD, CD+DVD, tải kĩ thuật số | —                 | 9                 | 8                 | —                 | —                 | —                 | - NB: 15,103             |
| "—" cho biết album không lọt vào bảng xếp hạng hoặc không được phát hành ở khu vực này. | |                   |                   |                   |                   |                   |                   |                          |

### Đĩa đơn
| Tựa đề                                                                                  | Thông tin | Thứ hạng cao nhất | Thứ hạng cao nhất | Thứ hạng cao nhất | Doanh số      |
| Tựa đề                                                                                  | Thông tin | KOR               | JPN               | TW                | Doanh số      |
| Tiếng Hàn                                                                               | Tiếng Hàn | Tiếng Hàn         | Tiếng Hàn         | Tiếng Hàn         | Tiếng Hàn     |
| --------------------------------------------------------------------------------------- | --- | ----------------- | ----------------- | ----------------- | ------------- |
| Super Hero                                                                              | - Phát hành: ngày 24 tháng 5 năm 2012 - Hãng đĩa: Jellyfish Entertainment, CJ E&M - Định dạng: CD, tải kĩ thuật số | 18                | —                 | —                 | - HQ: 20,957  |
| Rock Ur Body                                                                            | - Phát hành: ngày 14 tháng 8 năm 2012 - Hãng đĩa: Jellyfish Entertainment, CJ E&M - Định dạng: CD, tải kĩ thuật số | 8                 | —                 | —                 | - HQ: 26,023  |
| On and On                                                                               | - Phát hành: ngày 17 tháng 1 năm 2013 - Hãng đĩa: Jellyfish Entertainment, CJ E&M - Định dạng: CD, tải kĩ thuật số | 4                 | —                 | —                 | - HQ: 46,525  |
| Eternity                                                                                | - Phát hành: ngày 27 tháng 5 năm 2014 - Hãng đĩa: Jellyfish Entertainment, CJ E&M - Định dạng: CD, tải kĩ thuật số | 1                 | —                 | 3                 | - HQ: 86,526  |
| Boys' Record                                                                            | - Đĩa đơn đặc biệt - Phát hành: ngày 24 tháng 2 năm 2015 - Hãng đĩa: Jellyfish Entertainment, CJ E&M - Định dạng: CD, tải kĩ thuật số                                                                                               | 1                 | —                 | 1                 | KOR: 107,173  |
| Zelos                                                                                   | - Phát hành: ngày 19 tháng 4 năm 2016 - Tái phát hành (VIXX 2016 Conception Ker): ngày 21 tháng 11 năm 2016 - Hãng đĩa: Jellyfish Entertainment, CJ E&M - Định dạng: CD, tải kĩ thuật số                                            | 1                 | —                 | 1                 | - HQ: 108,870 |
| Hades                                                                                   | - Phát hành: ngày 12 tháng 8 năm 2016 - Tái phát hành (VIXX 2016 Conception Ker): ngày 21 tháng 11 năm 2016 - Hãng đĩa: Jellyfish Entertainment, CJ E&M - Định dạng: CD, tải kĩ thuật số                                            | 1                 | —                 | 2                 | - HQ: 102,554 |
| Kratos                                                                                  | - Phát hành: ngày 31 tháng 10 năm 2016 - Tái phát hành (VIXX 2016 Conception Ker): ngày 21 tháng 11 năm 2016 - Hãng đĩa: Jellyfish Entertainment, CJ E&M - Định dạng: CD, tải kĩ thuật số                                           | 2                 | —                 | 5                 | - HQ: 97,176  |
| Tiếng Nhật                                                                              | |                   |                   |                   |               |
| Error                                                                                   | - Phát hành: ngày 10 tháng 12 năm 2014 - Hãng đĩa: Jellyfish Entertainment, CJ Victor Entertainment - Định dạng: CD, CD+DVD Track list 1. Error -Japanese ver.- 2. 青春だって 3. Error -Japanese ver.- (inst.) 4. 青春だって(Inst.) | —                 | 6                 | —                 | - NB: 19,381  |
| Can't Say                                                                               | - Phát hành: ngày 9 tháng 9 năm 2015 - Hãng đĩa: Jellyfish Entertainment, CJ Victor Entertainment - Định dạng: CD, CD+DVD Track list 1. Can’t Say 2. 迎えに行こう 3. Can’t Say (inst.) 4. 迎えに行こう (inst.)                      | —                 | 4                 | —                 | - NB: 31,289  |
| Hana-Kaze (花風 Hana-Kaze)                                                              | - Phát hành: ngày 29 tháng 6 năm 2016 - Hãng đĩa: Jellyfish Entertainment, CJ Victor Entertainment - Định dạng: CD, CD+DVD Track list 1. 花風 Hana-Kaze 2. Moonlight                                                                | —                 | 3                 | —                 | - NB: 32,411  |
| "—" cho biết album không lọt vào bảng xếp hạng hoặc không được phát hành ở khu vực này. | |                   |                   |                   |               |

### Album tổng hợp
| Tựa đề                                                                                  | Thông tin | Thứ hạng cao nhất | Thứ hạng cao nhất | Thứ hạng cao nhất | Doanh số               |
| Tựa đề                                                                                  | Thông tin | KOR               | JPN               | TW                | Doanh số               |
| --------------------------------------------------------------------------------------- | --- | ----------------- | ----------------- | ----------------- | ---------------------- |
| Darkest Angels                                                                          | - Phát hành: ngày 2 tháng 7 năm 2014 - Hãng đĩa: Jellyfish Entertainment, CJ Victor Entertainment - Định dạng: CD+DVD, tải kĩ thuật số | —                 | 10                | —                 | - NB: 12,332           |
| VIXX 2016 Conception Ker                                                                | - Phát hành: ngày 21 tháng 11 năm 2016 - Hãng đĩa: Jellyfish Entertainment, CJ E&M - Định dạng: CD+DVD, tải kĩ thuật số                | 2                 | 77                | 9                 | - HQ: 18,082 - NB: 951 |
| "—" cho biết album không lọt vào bảng xếp hạng hoặc không được phát hành ở khu vực này. | |                   |                   |                   |                        |

## Chương trình truyền hình

### Chương trình thực tế
| Năm  | Kênh         | Tên                                          |
| ---- | ------------ | -------------------------------------------- |
| 2012 | Mnet         | MyDOL                                        |
| 2012 | SBS MTV      | VIXX's MTV Diary                             |
| 2013 | SBS MTV      | Plan V Diary                                 |
| 2013 | Mnet Japan   | VIXX File                                    |
| 2015 | MBC Music    | VIXX's One Fine Day                          |
| 2016 | Fuji TV NEXT | Project VIXX ~Invaders from Space~           |
| 2016 | Fuji TV NEXT | Project VIXX 2 ~Invaders from Space Return~  |
| 2017 | skyTravel    | ASIA LOVED BY VIXX                           |
| 2017 | Fuji TV NEXT | Project VIXX 3 ~Invaders from Space Forever~ |
| 2017 | Fuji TV NEXT | Project VIXX 4 ~Invaders from Space Genesis~ |
| 2019 | U+ Idol Live | Today is the Best                            |

### Drama
| Năm  | Kênh | Tên                 | Vai trò  | Ghi chú       |
| ---- | ---- | ------------------- | -------- | ------------- |
| 2013 | SBS  | Những người thừa kế | Chính họ | Cameo (Tập 4) |

## Các chuyến lưu diễn và buổi hòa nhạc
Các chuyến lưu diễn hòa nhạc chính
- VIXX Global Showcase - The Milky Way (2013)
- VIXX Live Fantasia – HEX SIGN (2014)
- VIXX Live Fantasia – UTOPIA (2015)
- VIXX Live Fantasia – ELYSIUM (2016)
- VIXX Live Fantasia – 백일몽 (Daydream) (2017)
- VIXX Live - Lost Fantasia (2018)
- VIXX Live - VTOYSTORY (2019)

Các chuyến lưu diễn ở Nhật Bản
- VIXX Japan Live Tour - Depend On (2016)

#### Co-headlining
- Jellyfish Live (2012)
- Y.Bird from Jellyfish Island Showcase (2013)